# Autorisation REACh
La procédure d’autorisation est un des outils du règlement européen (CE) REACh no 1907/2006 visant à interdire l’utilisation des substances extrêmement préoccupantes (SVHC), c'est-à-dire particulièrement dangereuses, afin de leur substituer des alternatives techniquement et économiquement viables.
Ce processus concerne les fabricants, les importateurs et les utilisateurs en aval de substances. Les représentants exclusifs de fournisseurs étrangers peuvent également déposer une demande d’autorisation.

## Principes généraux
Le règlement REACh s'appuie sur quatre grandes procédures  : l'enregistrement, l'évaluation, la restriction ou autorisation, des substances chimiques.

### De la Liste Candidate à l'annexe XIV de REACh
Les États Membres ou l’AEPC, sur demande de la Commission européenne, peuvent soumettre des propositions d’identification de SVHC basées sur les critères définis dans l’article 57 de REACh : 
- Substances cancérogènes, mutagènes, toxiques pour la reproduction (CMR),
- Persistantes, bioaccumulables et toxiques (PBT),
- Très persistantes et très bioaccumulables (vPvB)
- Ou qui suscitent un niveau de préoccupation équivalent.

Ce travail bénéficie de l’appui de Groupes d’Experts de l’AEPC et des États Membres de l’Union Européenne. Il est basé sur des critères définis et une méthodologie de prioritisation formalisée afin d’identifier les substances extrêmement préoccupants (SVHC). 
L’annexe XIV est la dernière étape du processus de priorisation puisqu’elle liste les SVHC qui présentent un risque particulièrement élevé pour la santé humaine ou l’environnement (en se basant sur les propriétés intrinsèques des substances ainsi que sur les quantités utilisées et les usages) afin d’interdire leur usage sur le marché européen. Des recommandations d’inclusion de SVHC dans l’annexe XIV sont faites par l’AEPC et sont débattues par les parties prenantes pertinentes (États membres, entreprises, ONG, etc.). La décision finale d’inclusion d’une substance dans l’annexe XIV est prise par la Commission Européenne. 
Lorsqu'une substance est listée règlementairement dans l'annexe XIV de REACh, celle-ci se voit attribuer une date limite d’utilisation (date d’expiration) au-delà de laquelle l’utilisation va être interdite, à moins qu’un utilisateur n’ait obtenu une autorisation assortie d’une prolongation spécifique.
Depuis le 15 mai 2015, 161 substances figurent sur la Liste Candidate et 31 substances figurent dans l’annexe XIV.   
La Liste Candidate évolue environ tous les 6 mois et l’Annexe XIV est complétée tous les 12 à 18 mois.

### Champ d'application de l’Autorisation
La procédure de demande d’autorisation est complexe et s’adresse aux fabricants, importateurs et utilisateurs en aval pour lesquels il n’existe pas d’alternative aux substances de l'annexe XIV qui soient techniquement et/ou économiquement faisables. Les producteurs situés en dehors de l’Union Européenne peuvent également déposer un dossier de demande d’autorisation via un représentant exclusif. 
Les applications du secteur de la défense ne sont pas, de facto, exemptées de la procédure d’autorisation. Les États Membres décident au cas par cas si une entreprise peut bénéficier de la procédure d’exemption (comme précisé dans l’article 2.3 de REACh). 
L’interdiction d’utiliser les substances prend effet à la date d’expiration (« sunset date »). À compter de cette date, seules les personnes ayant obtenu une autorisation pour leur utilisation de la substance ou ayant déposé un dossier de demande d’autorisation avant la date de dernier dépôt (« Latest Application Date ») peuvent continuer à la mettre sur le marché. Ces derniers peuvent bénéficier d’une période de transition pour la durée du processus de décision de la Commission Européenne.
Une exception est faite pour les utilisateurs en aval dans l’hypothèse où un acteur placé en amont dans leur chaîne d’approvisionnement a obtenu une autorisation couvrant leur utilisation de ladite substance. De ce point de vue, c’est la chaîne d’approvisionnement de la substance qui est prise en compte. Ainsi, un sous-traitant d’un importateur ayant obtenu une autorisation ne sera pas couvert si la substance de l’annexe XIV qu’il utilise est fournie par une chaîne d’approvisionnement pour laquelle aucune demande d’autorisation n’a été déposée ou aucune autorisation n’a été accordée.
Enfin les utilisateurs en aval qui ne nécessitent pas de déposer une demande d’autorisation doivent néanmoins notifier leur utilisation auprès de l’AEPC et vérifier leur conformité aux mesures de gestions des risques. Les entreprises concernées sont ainsi invitées à prendre des mesures dès que la substance qu’elles utilisent est inscrite dans la Liste Candidate en se renseignant des stratégies envisagées par les acteurs impactés.

### L'utilisation demandée

#### L’ «Utilisation» pour la procédure d’autorisation sous REACH
Les demandes d’autorisation sont faites pour une ou plusieurs utilisations. L’article 3 définit la notion d’utilisation comme suit : « 'toute opération de transformation, de formulation, de consommation, de stockage, de conservation, de traitement, de chargement dans des conteneurs, de transfert d’un conteneur à un autre, de mélange, de production d’un article ou tout autre usage ».
Dans le cadre d’un dossier d’autorisation, la description de l’utilisation demandée doit préciser le marché, une chaîne d’approvisionnement, des procédés ou les types d’articles concernés. L’utilisation demandée doit constituer un ensemble suffisamment cohérent pour couvrir, au–delà du scénario d’exposition, l’analyse des alternatives.
L’utilisation demandée ne doit pas être confondue avec l’usage du processus d’enregistrement, ce dernier étant centré sur les procédés et ne tenant pas compte des notions de performance ou de marché. 

#### Cas où la demande d’autorisation n’est pas nécessaire
Il existe quelques exceptions où la demande d’autorisation n’est pas requise : 
- La fabrication de la substance ne nécessite pas d’autorisation puisqu’il ne s’agit pas d’une utilisation.
- Les impuretés, additifs et composants d’une autre substance ne constituent pas une utilisation de la substance en tant que telle (sauf si l’annexe XIV y fait expressément référence).
- La formulation d’un mélange est une utilisation au sens de REACH et la substance de l’Annexe XIV sera uniquement soumise à autorisation si elle dépasse les concentrations prescrites.

Si la production d’un article peut nécessiter une autorisation, les articles finis en tant que tels ne requièrent aucune autorisation pour être mis sur le marché, bien qu’ils contiennent encore une substance soumise à autorisation. En conséquence, les articles nécessitant l’utilisation d’une substance de l’annexe XIV peuvent toujours être produits en dehors de l’Union Européenne puis importés. Dans ce cas particulier, les futures procédures de restriction pourraient, cependant, limiter la mise sur le marché de tels articles en cas de risques (article 58.6 de REACh).

### Période de révision
La période de révision est la durée pour laquelle la Commission Européenne autorise l’utilisation de la substance après sa date d’expiration. 
Les périodes envisagées sont les suivantes : 
- < 7 ans : Si le rapport d’analyse des alternatives est insuffisant, que des doutes subsistent sur l’impact de l’autorisation ou en cas de transition rapide possible.
- 7 ans : Durée normale pour développer une solution techniquement et économiquement réalisable.
- > 12 ans et plus : Cycle d’investissement long, coûts de substitutions élevés, risques faibles. Dans des cas exceptionnels, une durée supérieure peut être envisagée s'il peut être démontré qu’une durée de 12 ans engendrerait des impacts disproportionnés, comparativement à une durée plus longue.

À l’issue de la période d’autorisation, la demande est réexaminée afin d’évaluer ses mérites au regard des avancées en matière de recherche et développement de solutions de substitution. Toute demande de prolongement de la période de révision doit être effectuée 18 mois au plus tard avant l’échéance. 
La Commission européenne peut également réduire ce délai si des circonstances nouvelles (en matière de risques ou d’impacts) apparaissent. Seul le Tribunal de l’Union européenne est compétent pour les recours contre une décision de la Commission européenne au sujet de l’autorisation. Les États membres (autorités compétentes) sont quant à eux garants du contrôle de l’application de la décision.

## Le dossier de demande d'Autorisation
Le dossier de demande d’autorisation est constitué de trois parties principales :
- le Rapport sur la Sécurité Chimique (CSR),
- l'Analyse des Alternatives (AoA),
- l'Analyse Socio-Economique (SEA).

L'objectif, au travers de ce dossier qui nécessite généralement de 6 à 18 mois de préparation, est de démontrer qu'aucune alternative à la substance concernée n'est immédiatement disponible, que les risques sont maitrisés, et que les bénéfices économiques de l'usage de la substance sont largement supérieurs aux impacts potentiels sur la santé et/ou l'environnement. Des guides de l'AEPC sont disponibles pour aider à la réalisation d'une demande d'Autorisation.
Le dossier de demande d’autorisation devrait être déposé avant la date de dernier dépôt (« Latest application date » - LAD), fixée à 18 mois avant la date d’expiration, qui permet de bénéficier d’un régime transitoire en attendant la décision de la Commission Européenne. 

### Principe Général
Une demande d’autorisation peut être faite pour une ou plusieurs substances (dans ce cas, le regroupement doit être démontré sur la base de l’annexe XI, de REACh), un ou plusieurs usages et une ou plusieurs entreprises. Dans ce dernier cas, une demande conjointe est déposée et celle-ci nécessite la nomination d’un déclarant principal qui sera le point de contact avec l’AEPC. 

### Deux voies de soumission
Deux voies de soumission sont prévues par le Règlement REACH :
|                     | Procédure fondée sur la maîtrise valable des risques (Art. 60, paragraphe 2) | Procédure d’analyse socio-économique (Art. 60, paragraphe 4) |
| ------------------- | --- | --- |
| Principe général    | Le risque est valablement maîtrisé au cours du cycle de vie de la substance | Les avantages socio-économiques l’emportent sur les risques qu’entraîne l’utilisation de la substance sur la santé humaine ou pour l’environnement              |
| Critères            | - Les niveaux d’exposition ne dépassent la DNEL, ou PNEC ET - La probabilité et la gravité d’un évènement sont négligeables                                                                                                 | - La maîtrise valable des risques ne peut être démontrée ET - Il n’existe pas de substance ou de technologie de remplacement appropriée                         |
| Documents à joindre | - Rapport sur la Sécurité Chimique - Analyse des Alternatives - Plan de substitution (si pertinent) - Analyse Socio-Economique (pas indispensable, mais recommandé) - Justification pour ne pas considérer certains risques | - Rapport sur la Sécurité Chimique - Analyse des Alternatives - Analyse Socio-économique - Justification pour ne pas considérer certains risques (si pertinent) |

### Contenu du dossier

#### Rapport de Sécurité Chimique
Dans le cadre de la procédure fondée sur la maîtrise valable des risques, l’objectif du Rapport sur la Sécurité Chimique est de prouver du respect des valeurs seuils ; dans le cadre de la procédure d’analyse socio-économique l’objectif du Rapport sur la Sécurité Chimique est de démontrer que les risques sont réduis au minimum. 
Celui-ci contient : 
- Un résumé des mesures de gestion des risques
- Une déclaration sur la mise en œuvre et de la communication des mesures de gestion des risques le long de la chaîne d’approvisionnement
- L’identité de la substance et les utilisations identifiées
- L’évaluation des dangers pour l’homme et pour l’environnement
- L’évaluation des propriétés pour lesquelles la substance a été incluse dans l’Annexe XIV
- L’évaluation des expositions
- La caractérisation des risques.

#### Analyse des Alternatives
L’Analyse des Alternatives présente de manière exhaustive les solutions de remplacement pour la substance concernée. Celle-ci comprend :
- Partie 1 – Résumé
- Partie 2 – Description du service rendu par la substance
- Partie 3 – Identification des alternatives possibles
- Partie 4 – Description du caractère adapté et disponible des alternatives
- Partie 5 – Conclusion du rapport

#### Analyse Socio-économique
L’Analyse Socio-économique est un document indispensable pour la procédure fondée sur l’analyse socio-économique et peut venir en complément de preuve pour la procédure sur la maîtrise valable des risques.
Celle-ci comprend :
- Partie 1 – Résumé
- Partie 2 – Définition de l’objectif et du champ de l’Analyse Socio-économique
- Partie 3 – Analyse des impacts
- Partie 4 – Comparaison des impacts
- Partie 5 – Conclusion du rapport

### Soumission du dossier
Les dossiers doivent être soumis durant les fenêtres de soumission, en février, mai, août et novembre. L’AEPC recommande de respecter ces fenêtres, les réunions plénières des Comités de l’AEPC ayant lieu le mois suivant les dates de soumission. 
Les demandes d’autorisation sont considérées comment reçues une fois les validations administratives (Business Rules Check) réalisées et une fois les frais AEPC payés.

### Instruction du dossier
L’instruction du dossier est menée par le Comité d’évaluation des risques (CER) et le Comité d’analyse socio-économique (CASE) et s’ouvre par la consultation publique sur les alternatives. Pendant huit semaines, les entreprises, ONG ou toute autre partie intéressée, ont la possibilité de commenter publiquement et même de remettre en question les alternatives proposées par le demandeur qui peut ensuite choisir d’y répondre.  
Durant l’examen par les Comités, des discussions complémentaires peuvent être nécessaires, afin de clarifier la demande d’autorisation. Cette procédure est appelée trialogue et les parties prenantes peuvent être invitées à y participer.  
La durée d’examen varie selon la complexité et la clarté du dossier. Les Comités ont cependant l’obligation de livrer leur première opinion sur le dossier au plus tard dix mois après sa soumission. Le dossier et les Comités sont ensuite présentés à la Commission et le processus dans sa globalité peut durer jusqu’à 2 ans. 

## Mise en œuvre et retour d'expérience
Au 11 mai 2015,, 28 demandes d’autorisation ont été déposées pour 56 usages au total.
| Substances                 | Nombre de demandes d'autorisation | Nombre de demandeurs | Nombre d'usages |
| -------------------------- | --------------------------------- | -------------------- | --------------- |
| DHEP                       | 5                                 | 7                    | 10              |
| DBP                        | 2                                 | 2                    | 4               |
| [DEHP + DBP]               | 1                                 | 1                    | 3               |
| Lead chromate Yellow + Red | 1                                 | 1                    | 12              |
| HBCDD                      | 1                                 | 13                   | 2               |
| Diarsenic trioxide         | 4                                 | 4                    | 5               |
| Trichloroethylene          | 13                                | 15                   | 19              |
| Lead chromate              | 1                                 | 1                    | 1               |
| TOTAL                      | 28                                | 44                   | 56              |

### Une stratégie adaptée à chaque demande d'autorisation
Chaque dossier nécessite la mise en place d’une stratégie spécifique, que ce soit au niveau de la définition des usages, de l’analyse des processus industriels et des risques associés, des alternatives et des impacts socio-économiques liés à  l’interdiction d’utiliser la substance. 
En effet, les Comités s'attendent notamment à ce que chaque dossier d’autorisation contienne une description assez précise du procédé industriel et des conditions opératoires qui soient représentatives du dossier ainsi que les actions de gestion du risque (RMM) mise en place en interne par le demandeur de l’autorisation.
Le principal enjeu d’une demande d’autorisation est la durée de la période de révision qui va être obtenue. Il est ainsi crucial d’apporter toutes les précisions nécessaires au dossier pour justifier de la durée qui est demandée. Une justification trop faible ou une argumentation trop générique peut déboucher sur l’attribution d’une durée plus courte que celle demandée. 

### Une analyse en profondeur de l'activité des entreprises
Au-delà du simple dossier d'autorisation, l’expertise qui est développée au cours de la démarche est intéressante pour l'entreprise car elle nécessite d’analyser en profondeur plusieurs facettes de son activité :  
- Aspect technique (Rapport sur la Sécurité Chimique, Analyse des Alternatives),
- Aspect business (sécurisation de la chaîne d’approvisionnement, consultation publique)
- Aspect stratégique (anticipation de l’évolution de l’activité à 5 ou 10 ans).

Cette analyse nécessite ainsi une collecte d’information importante, ainsi qu’éventuellement des prises de contact avec des clients pour approfondir l’analyse des alternatives. 

### La consultation publique au cœur de la décision
La consultation publique est un des mécanismes central du processus d’autorisation. L’implication des parties prenantes externes (concurrents industriels, Universités, Laboratoires, ONG, États membres ou États hors de l’Union européenne, etc.) dans l’instruction des dossiers a été croissante sur les dernières années (jusqu’à 400 commentaires pour un seul dossier) et l’influence des commentaires issus de la consultation publique, notamment concernant les alternatives, est une étape importante de la procédure d’autorisation,. Afin de rationaliser le processus, des "templates" et des instructions pour la soumission de commentaires sont disponibles sur le site de l’AEPC.

### Coûts d’une demande d’autorisation
Des questionnaires envoyés par l’AEPC aux différents demandeurs d’autorisation permettent d’estimer le coût moyen de préparation d’un dossier d’Autorisation comprenant un seul usage à environ 230 000 EUR.

## Liens Externes
Le site de l'AEPC